# Rely
Rely ist eine französische Gemeinde mit 459 Einwohnern (Stand: 1. Januar 2022) im Département Pas-de-Calais in der Region Hauts-de-France. Sie gehört zum Arrondissement Béthune und zum Kanton Aire-sur-la-Lys (bis 2015: Kanton Norrent-Fontes). 

## Geographie
Rely liegt etwa 19 Kilometer westnordwestlich von Béthune. Umgeben wird Rely von den Nachbargemeinden Linghem im Norden, Norrent-Fontes im Osten und Nordosten, Saint-Hilaire-Cottes im Osten und Südosten, Ligny-lès-Aire im Süden und Westen, Estrée-Blanche im Westen und Nordwesten sowie Liettres im Nordwesten.
Durch die Gemeinde führt die Autoroute A26.

## Bevölkerungsentwicklung
| Jahr                      | 1962 | 1968 | 1975 | 1982 | 1990 | 1999 | 2006 | 2013 |
| Einwohner                 | 443  | 378  | 360  | 351  | 348  | 371  | 411  | 467  |
| Quelle: Cassini und INSEE |      |      |      |      |      |      |      |      |

## Sehenswürdigkeiten
- Kirche Saint-Martin aus dem 16. Jahrhundert

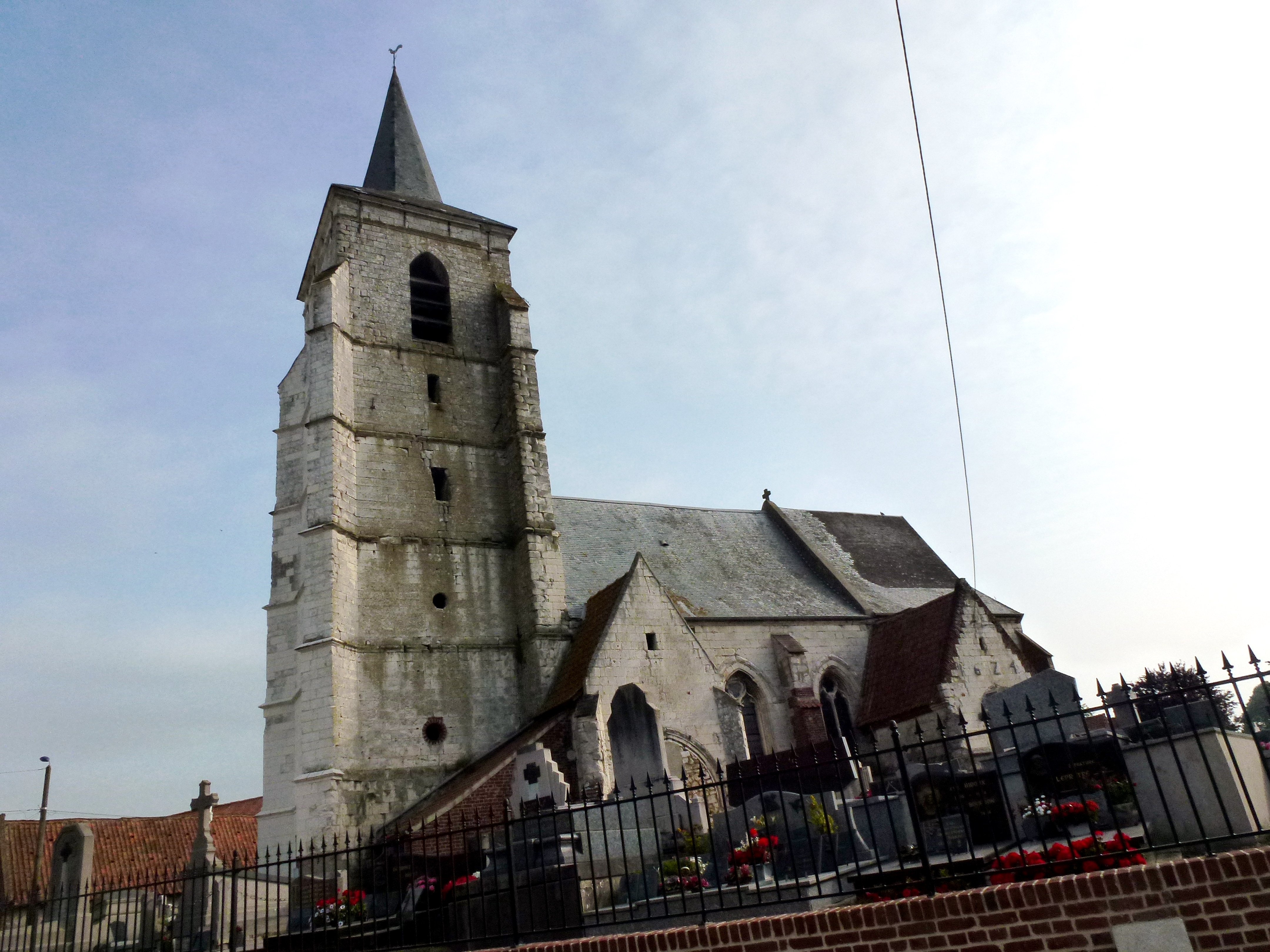
Kirche Saint-Martin

- frühere Turmhügelburg